# Грегг, Джейми
Джейми Грегг (англ. Jamie Gregg; род. 18 марта 1985, Эдмонтон) — канадский конькобежец-спринтер. Участник Зимних Олимпийских игр 2010 и Зимних Олимпийских игр 2014.

## Биография
Родился 18 марта 1985 года в Эдмонтоне, в спортивной семье. Мать Кэти Вогт — конькобежка, участница двух Олимпиад, отец Рэнди Грегг — хоккеист, играл в Эдмонтон Ойлерз, пятикратный обладатель Кубка Стэнли. Младшая сестра Джейми — Джессика Грегг занималась шорт-треком, также участвовала в Олимпиаде в Ванкувере и стала второй в эстафете.
В детстве Джейми рос, катаясь на коньках по кругу вокруг овала Виктории в Эдмонтоне. Он зашнуровывал коньки, надевал костюм из кожи и выходил на лед с мечтой соревноваться на мировой арене, как его родители.
Дебютировал в Кубке мира в сезоне 2007/2008.
На Олимпийских играх 2010 года в Ванкувере и 2014 года в Сочи выступал на дистанции 500 метров, где занял 8-е и 11-е места соответственно.
9 марта 2012 года одержал первую победу в Кубке мира, выиграв на дистанции 500 м в финале Кубка в Берлине. Джейми ушёл с соревнований по конькобежному спорту в 2015 году и позже окончил медицинскую школу в Университете Альберты.
Его жена, бывшая канадская конькобежка, Даниэль Грегг (урожденная Уотерспун). У них трое сыновей, Ашер, Элиас и Натаниэль. Зимой 2018 года дети Джейми начали учиться кататься на хоккейных коньках на том же овале, где он тренировался в детстве.